# Jake Leiva
Jake Leiva es un deportista estadounidense que compite en ciclismo en la modalidad de BMX estilo libre. Consiguió una medalla de bronce en los X Games.

## Medallero internacional
| \| X Games de Verano \| X Games de Verano \| X Games de Verano \| X Games de Verano \| \| Año \| Lugar \| Medalla \| Prueba \| \| ----------------- \| --------------------------- \| ----------------- \| ------------------ \| \| 2021 \| California (Estados Unidos) \| Medalla de bronce \| Dirt – Mejor truco \| |                             |                   |                    |
| X Games de Verano |                             |                   |                    |
| Año | Lugar                       | Medalla           | Prueba             |
| 2021 | California (Estados Unidos) | Medalla de bronce | Dirt – Mejor truco |